# Clap Yo Hands
A Clap Yo Hands az amerikai Naughty by Nature csapat első kislemeze a 4. Poverty's Paradise című albumról. A dal 1995-ben jelent meg, és nem volt túl sikeresnek mondható, a következő kislemezzel, és a negyedik albummal ellentétben. a dal a Hot Rap kislemezlista 33. helyig jutott.

## Tracklista

### A-oldal
1. "Clap Yo Hands" (Video Edit)- 4:11
2. "Clap Yo Hands" (Kay Gee Funky Mix)- 4:10
3. "Clap Yo Hands" (A Cappella)- 3:42

### B-oldal
1. "The Chain Remains" (Clean Album Version)- 4:33
2. "The Chain Remains" (Album Version)- 4:36
3. "Clap Yo Hands" (Instrumental)- 4:10
4. "Clap Yo Hands" (Kay Gee Funky Mix Instrumental)- 4:11

## Slágerlista
| Slágerlista                           | Helyezések |
| ------------------------------------- | ---------- |
| Bubbling Under Hot 100                | # 5        |
| U.S. R&B / Hip-Hop                    | # 70       |
| Hot Rap kislemezlista                 | # 33       |
| Hot Dance Music/Maxi-Singles eladások | # 31       |

## Külső hivatkozások
- Megjelenések a Discogs.com oldalán[1]
- A dal szövege[2]
- CD Single megjelenés[3]